# آنژلیکا سیدورووا
آنژلیکا سیدورووا (روسی: Анжелика Александровна Сидорова؛ زادهٔ ۲۸ ژوئن ۱۹۹۱) ورزشکار دو و میدانی اهل روسیه است.
وی در مسابقات جهانی دو و میدانی ۲۰۱۹ در پرش با نیزه با رکورد ۴٫۹۵ متر به مدال طلا دست یافت.

## رقابت‌های بین‌المللی
| سال                                              | مسابقه                  | محل برگزاری        | مقام          | توضیحات       |               |
| نماینده روسیه                                    | نماینده روسیه           | نماینده روسیه      | نماینده روسیه | نماینده روسیه | نماینده روسیه |
| ------------------------------------------------ | ----------------------- | ------------------ | ------------- | ------------- | ------------- |
| ۲۰۱۰                                             | جوانان جهان             | مونکتون            | چهارم         | ۴٫۰۵ متر      |               |
| ۲۰۱۳                                             | داخل سالن اروپا         | یوتبری             | سوم           | ۴٫۶۲ متر      |               |
| ۲۰۱۳                                             | زیر۲۳ سال اروپا         | تامپره             | دوم           | ۴٫۶۰ متر      |               |
| ۲۰۱۴                                             | مسابقات جهانی داخل سالن | سوپوت              | دوم           | ۴٫۷۰ متر      |               |
| ۲۰۱۴                                             | قهرمانی اروپا           | زوریخ              | اول           | ۴٫۶۵ متر      |               |
| ۲۰۱۵                                             | مسابقات داخل سالن اروپا | پراگ               | اول           | ۴٫۸۰ متر      |               |
| ۲۰۱۵                                             | مسابقات جهانی           | پکن                | –             | بدون امتیاز   |               |
| شرکت در مسابقات انفرادی (نه در قالب عضو تیم ملی) |                         |                    |               |               |               |
| ۲۰۱۷                                             | مسابقات جهانی           | لندن, بریتانیا     | –             | بدون امتیاز   |               |
| ۲۰۱۸                                             | مسابقات جهانی داخل سالن | بیرمنگام           | دوم           | ۴٫۹۰ متر      |               |
| ۲۰۱۸                                             | قهرمانی اروپا           | برلین              | چهارم         | ۴٫۷۰ متر      |               |
| ۲۰۱۸                                             | جام قاره‌ای              | استراوا, جمهوری چک | اول           | ۴٫۸۵ متر CR   |               |
| ۲۰۱۹                                             | مسابقات داخل سالن اروپا | گلاسگو, بریتانیا   | اول           | ۴٫۸۵ متر      |               |
| ۲۰۱۹                                             | مسابقات جهانی           | دوحه, قطر          | اول           | ۴٫۹۵ متر      |               |